# Stazione meteorologica di Sant'Angelo dei Lombardi
La stazione meteorologica di Sant'Angelo dei Lombardi è la stazione meteorologica di riferimento relativa alla località di Sant'Angelo dei Lombardi.

## Coordinate geografiche
La stazione meteo si trova nell'Italia meridionale, in Campania, in provincia di Avellino, nel comune di Sant'Angelo dei Lombardi, a 870 metri s.l.m. e alle coordinate geografiche 40°56′N 15°10′E.

## Dati climatologici
In base alla media trentennale di riferimento 1961-1990, la temperatura media del mese più freddo, gennaio, si attesta a +4,6 °C; quella del mese più caldo, agosto, è di +21,5 °C .
| Sant'Angelo dei Lombardi | Mesi | Mesi | Mesi | Mesi | Mesi | Mesi | Mesi | Mesi | Mesi | Mesi | Mesi | Mesi | Stagioni | Stagioni | Stagioni | Stagioni | Anno |
| Sant'Angelo dei Lombardi | Gen  | Feb  | Mar  | Apr  | Mag  | Giu  | Lug  | Ago  | Set  | Ott  | Nov  | Dic  | Inv      | Pri      | Est      | Aut      | Anno |
| ------------------------ | ---- | ---- | ---- | ---- | ---- | ---- | ---- | ---- | ---- | ---- | ---- | ---- | -------- | -------- | -------- | -------- | ---- |
| T. max. media (°C)       | 7,5  | 8,8  | 11,1 | 14,8 | 19,4 | 23,4 | 26,4 | 27,2 | 23,3 | 17,6 | 12,9 | 9,2  | 8,5      | 15,1     | 25,7     | 17,9     | 16,8 |
| T. min. media (°C)       | 1,8  | 1,9  | 3,3  | 6,0  | 9,8  | 13,1 | 15,2 | 15,8 | 13,5 | 9,7  | 6,4  | 3,6  | 2,4      | 6,4      | 14,7     | 9,9      | 8,3  |